# Anobocaelus optatus
Anobocaelus optatus is een keversoort uit de familie houtskoolzwamkevers (Biphyllidae). De wetenschappelijke naam van de soort werd in 1902 gepubliceerd door David Sharp.